# アンヌ・ヴェルノン
アンヌ・ヴェルノン（Anne Vernon、1924年1月7日 - ）は、フランスの女優。パリ北部近郊サン＝ドニ出身。後に法相となるロベール・バダンテールと1957年に結婚したが、1965年に離婚した。

## 出演作品
- 女と女
- シェルブールの雨傘
- ロベレ将軍
- 美女の中の美女
- 戦慄の夜行列車
- エストラパード街
- エドワールとキャロリーヌ